# Здесь и сейчас (телесериал)
«Здесь и сейча́с» (англ. Here and Now) — американский телесериал, созданный Аланом Боллом. Премьера первого сезона из десяти эпизодов состоялась 11 февраля 2018 года на телеканале HBO.
25 апреля 2018 года сериал был закрыт после первого сезона.

## Сюжет
Сериал рассказывает о современной многонациональной семье. Отец семейства, профессор философии Грег, и его жена Одри, психолог, усыновили детей разной национальности, которые на момент повествования уже выросли и строят свою жизнь. Также у пары есть дочь, рождённая в браке — 16-летняя школьница Кристен. Каждый из детей сталкивается с различными трудностями на пути к успеху — личному и профессиональному. Один из детей, Рамон, родом из Колумбии, вдруг начинает видеть странные сны, а также сталкивается со странными явлениями в реальной жизни. В сериале поднимаются остросоциальные темы — расизм, буллинг, проблемы религии, а также проблемы психологические — отношения внутри семьи, детские травмы, ментальные расстройства.

## В ролях
- Холли Хантер — Одри Байер
- Тим Роббинс — Грег Боатрайт
- Джеррика Хинтон — Эшли Коллинз
- Рэймонд Ли — Дюк Байер-Боатрайт
- Дэниел Зоватто[англ.] — Рамон Байер-Боатрайт
- Соси Бэйкон — Кристен Байер-Боатрайт
- Джо Уильямсон — Малкольм Коллинз
- Энди Бин — Генри
- Питер Макдисси — доктор Фарид Шокрани
- Марван Салама — Навид Шокрани

## Производство
В июле 2016 года сериал получил официальный заказ; в то время название ещё не было определено. В декабре 2017 года был выпущен первый тизер-трейлер.